# Métier du droit
Un métier du droit, aussi appelés une profession juridique, est une activité lucrative exercée au sein d'un environnement juridique, principalement la justice.

## Histoire
La pratique du droit a commencé à devenir un métier lucratif au XVIIIe siècle en Europe.
Au XIXe et XXe siècles, les femmes, qui à cette époque ne sont pas admises en tant que professionnelles du droit dans de nombreux pays, commencent à accéder aux métiers juridiques.

## Égalité de genre
Les femmes dans les métiers du droit sont confrontées à des plafonds de verre tout autour du monde, selon une collection d'études de cas sur quinze pays publiée en 2003.

## Par métier

### Professions libérales

#### Avocate
En droit, l'avocat est un juriste dont les fonctions traditionnelles sont de conseiller, représenter, d'assister et de défendre ses clients, personnes physiques ou morales, en justice, en plaidant pour faire valoir leurs droits. Par ailleurs, l'avocat s'acquitte d'une fonction de conseil mais aussi de rédacteur d'actes.
Les avocats représentent et défendent leurs clients dans des affaires aussi diverses qu’un divorce, une succession, un litige, un vol, un crime, etc. Et, de fait, certains avocats se spécialisent : en droit des affaires, en droit du travail, en droit de la famille, etc.

#### Notaire
Le notariat est l’un des métiers du droit dans les pays de droit romano-civiliste. Le notaire est juriste de droit privé et officier public, nommé par l’autorité publique, chargé d’instrumenter les actes juridiques civils, dits actes notariés, de juridiction non contentieuse pour lesquels la forme authentique est prescrite par la loi ou requise par les parties (comparants). La profession de notaire remonte au haut Moyen Âge.

#### Juriste d'entreprise
Un juriste d'entreprise est un juriste salarié d'une entreprise, dont le rôle est de déterminer et mettre en place les solutions juridiques qui vont permettre à l’entreprise de mener à bien ses projets et d’atteindre ses objectifs, tout en veillant à la conformité de l’entreprise dans son environnement global,.
Bien que le plus souvent spécialisés en droit des affaires, les compétences des juristes d'entreprise peuvent être très variées selon l'activité de l'entreprise : droit des contrats, droit des sociétés, propriété intellectuelle, droit social, droit de la construction, droit commercial, droit fiscal, droit de la commande publique, règlementations douanières et respect des sanctions internationales, droit de la consommation, contentieux, protection des données personnelles, environnement et développement durable, RSE, concurrence et consommation, droit du transport, droit des médias et communications, etc. Il existe aujourd’hui de nombreux masters permettant de devenir juriste d’entreprise,.
L’impact juridique croissant des enjeux de RSE et du respect des critères ESG a élargi le champ d’intervention du juriste d’entreprise sur ces problématiques, notamment en matière d’identification des risques et de mise en conformité.
Les juristes d'entreprise réalisent une part importante du travail juridique que l'entreprise doit entreprendre : il peut s'agir de conseiller les autres directions dans la mise en œuvre de leurs projets, de négocier des contrats, de veiller à la protection des actifs de l'entreprise, ou de s'assurer de la conformité aux lois de l'entreprise dans les différents pays où elle est présente, ainsi que de la responsabilité sociétale des entreprises. Ils travaillent également en collaboration des avocats de l'entreprise, en conseil ou en contentieux, ainsi qu'avec les autres métiers du droit (Conseil en propriété industrielle, Commissaire de justice, notaire...).
Au service de l'organisme qui l'emploie, et selon l'importance de l'entreprise ainsi que de son niveau de formation — qui peut aller de la licence en droit au doctorat en droit —, il peut être cadre ou directeur juridique.

### Professions institutionnelles

#### Dans l'université
Les universités emploient des professionnels pour enseigner le droit et conduire des recherches en sciences juridiques.